# Cancino
Cancino är en ort i Mexiko.   Den ligger i kommunen Dolores Hidalgo och delstaten Guanajuato, i den centrala delen av landet, 270 km nordväst om huvudstaden Mexico City. Cancino ligger 1 986 meter över havet och antalet invånare är 190.
Terrängen runt Cancino är en högslätt. Runt Cancino är det ganska tätbefolkat, med 93 invånare per kvadratkilometer. Närmaste större samhälle är Dolores Hidalgo, 11,5 km sydväst om Cancino. Trakten runt Cancino består till största delen av jordbruksmark.